# Apatopygus recens
Apatopygus recens är en sjöborreart som först beskrevs av Milne-Edwards 1836.  Apatopygus recens ingår i släktet Apatopygus och familjen Apatopygidae. Inga underarter finns listade i Catalogue of Life.